# Ülkü Tamer
Ülkü Tamer (* 20. Februar 1937 in Gaziantep; † 1. April 2018 in Bodrum) war ein türkischer Lyriker, Erzähler und literarischer Übersetzer.
Ülkü Tamer besuchte das renommierte Robert College in Istanbul und graduierte 1958. Es folgte der Besuch des Gazetecilik Enstitüsü, des Istanbuler Instituts für Journalismus.
Tamer war neben seiner Tätigkeit als Dichter auch als Schauspieler, Verlags- und Zeitungsredakteur, Lektor und Übersetzer aktiv. Seit etwa 1954 verfasste er Gedichte, die, wie Gero von Wilpert vermerkte, mit „überraschenden Bildern“ arbeiten. Sie sind der „ Zweiten Neuen“ in der türkischen Lyrik zuzuordnen, einer Gegenbewegung zur sogenannten „Ersten Neuen“ Dichtergruppe, der Garip.
Neben zahlreichen Gedichtbänden ab 1959 veröffentlichte Tamer auch einen Band mit Erzählungen. Von seinen Übersetzungen (Auswahl: Brüder Grimm, Peter Weiss,  Lermontow,  Steinbeck,  Wilde,  Aitmatov,  Tschechow,  Hemingway oder Edith Hamiltons Mythology) ist die des Romans Harry Potter und der Stein der Weisen mit dem Titel Harry Potter ve felsefe taşı hervorzuheben.

## Werke (Auswahl)

### Gedichtbände
- Soğuk otların altında. ohne Ort 1959
- Gök onları yanıltmaz. (Zema, Gaziantep) ohne Ort 1960
- Ezra ile Gary: Ezra Paund ve Gary Cooper için şiirler. (Matbaası, Istanbul) ohne Ort 1962
- Virgülün başından geçenler. De Yayınevi, Istanbul 1965
- İçime çektiğim hava değil gökyüzüdür. De Yayınevi, ohne Ort 1966
- Siragöller. Cen Yayinevi, ohne Ort (Istanbul) 1974
- Seçme şiirler. Karacan Yayınları, ohne Ort 1981
- Yanardağın üstündeki kuş: toplu şiirler. Can, Istanbul 1986. Neuausgabe: Y.K.Y, Istanbul 1998 ISBN 975-363-836-1
- Seytanın altınlan: masal şiirler. Can, Istanbul 1989

### Erzählungen
- Alleben öyküleri. Can, Istanbul 1991 ISBN 975-510-251-5. Neuausgabe: Adam, Istanbul 1995 ISBN 975-418-309-0

### Sonstige Werke
- Rabindranath Tagore. (Hrsg., Übers.) Varlık Yayınevı, Istanbul 1961
- Çağdas Rus hikayeleri antolojisi. (Hrsg., Übers.) Varlık, Istanbul 1971
- Yasamak hatirlamaktir: yasariti. Y.K.Y., Istanbul 1998 ISBN 975-363-924-4
- Çağdas Latin America şiiri antolojisi. (Hrsg., Übers.) Y.K.Y., Istanbul 1999 ISBN 9750800133
- Bir gün ben tiyatrodayken: 40 sanatciden tiyatro anilari. Adam, Istanbul 2003 ISBN 975-418-759-2